# Martín Torrijos
Martín Torrijos Espino (ur. 18 lipca 1963 w mieście Panama), polityk Panamy, prezydent Panamy od 2004 do 2009.
Syn byłego wojskowego przywódcy Panamy, Omara Torrijosa Herrery. Studiował nauki polityczne i ekonomiczne w USA (Texas A&M University koło Austin). W okresie prezydentury Ernesto Balladaresa (1994-1999) był wiceministrem spraw wewnętrznych i sprawiedliwości.
Kandydował w wyborach prezydenckich w 1999 (przegrał z Mireyą Moscoso, wdową po byłym prezydencie, odsuniętym od władzy przez wojskowy pucz Omara Torrijosa w 1968), z ramienia Rewolucyjnej Partii Demokratycznej. 2 maja 2004 został wybrany następcą pani Moscoso. 1 września 2004 został zaprzysiężony. 1 lipca 2009 na stanowisku szefa państwa zastąpił go Ricardo Martinelli.